# Yukarıyağmurlu, Karlıova
Yukarıyağmurlu là một xã thuộc huyện Karlıova, tỉnh Bingöl, Thổ Nhĩ Kỳ. Dân số thời điểm năm 2010 là 578 người.